# Geosesarma gracillimum
Geosesarma gracillimum is een krabbensoort uit de familie van de Sesarmidae. De wetenschappelijke naam van de soort is voor het eerst geldig gepubliceerd in 1902 door De Man.